# ロバート・ゲレーロ
ロバート・ゲレーロ（Robert Guerrero、1983年3月27日 - ）は、アメリカ合衆国のプロボクサー。カリフォルニア州ギルロイ出身。元IBF世界フェザー級王者。元IBF世界スーパーフェザー級王者。元WBA・WBO世界ライト級暫定王者。元WBC世界ウェルター級暫定王者。世界4階級制覇王者。
メキシコ系アメリカ人。

## 来歴
1983年にカリフォルニア州ギルロイで生まれ、9歳の時にボクシングを始める。

### アマチュア時代
2000年、アマチュア全米選手権に出場するも準決勝で敗退。2000年シドニーオリンピックの国内予選選考会に出場するが1勝しかできず序盤で敗退。

### プロ時代
2001年4月22日、18歳でプロデビュー。2004年12月9日にはNABF北米フェザー級王座を獲得した。2度の防衛後、2005年12月2日に後にWBC世界スーパーフェザー級王者となるガマリエル・ディアス（メキシコ）と対戦するも、1-2の僅差判定負けで王座から陥落した。
2006年6月23日、ディアスと再戦し、6回KO勝ちで再度同王座を獲得した。
2006年9月2日、IBF世界フェザー級王者エリック・エイケン（アメリカ）と対戦し、8回負傷TKO勝ちで初の世界挑戦で王座を獲得した。しかし、11月4日の初防衛戦で同級1位オルランド・サリド（メキシコ）に判定で敗れ王座陥落。サリドは試合後のドーピング検査で陽性反応となり、即座に王座を剥奪された。
その後、2007年2月23日にIBF世界フェザー級王座決定戦で同級4位スペンド・アバジ（デンマーク）を9回TKOで破り、再度王座を獲得した。11月3日には初防衛戦でマーティン・オノリオ（メキシコ）と対戦し、初回TKO勝ちで初防衛に成功。同王座は2度防衛後に返上した。
2009年8月22日、ヒューストンのトヨタセンターでIBF世界スーパーフェザー級王者マルコム・クラッセン（南アフリカ）と対戦し、12回3-0（117-111、116-112、116-113）の判定勝利で王座を獲得した。
2010年2月、白血病を患う妻の看病に専念するため、IBF世界スーパーフェザー級王座を返上した。
2011年4月9日、ラスベガスのMGMグランド・ガーデン・アリーナで行われたWBA・WBO世界ライト級暫定王座決定戦で、WBA同級2位、WBO同級3位で元WBO世界ライト級暫定王者のマイケル・カティディス（オーストラリア）と対戦し、12回3-0（118-107、118-106、117-108）の判定勝ちで両王座を獲得、3階級制覇を達成した。その後8月29日にWBA暫定王座、9月1日にWBO暫定王座を返上した。
2012年7月28日、約1年3ヶ月ぶりの復帰戦を同級1位で23戦全勝（17KO）のWBC世界ウェルター級シルバー王者セルチュク・アイディン（トルコ）と、正規王者フロイド・メイウェザー・ジュニア（アメリカ）収監に伴い設置されたWBC世界ウェルター級暫定王座決定戦で対戦し、3-0（117-111、2者が116-112）の判定勝ちを収めて復帰戦を白星で飾るとともに王座の獲得に成功し、4階級制覇を果たした。
2012年11月24日、カリフォルニア州オンタリオで、元WBC・IBF世界ウェルター級王者アンドレ・ベルト（アメリカ）と対戦し、12回3-0（3者とも116-110）の判定勝ちで初防衛に成功した。
2013年3月26日、ジョン・F・ケネディ国際空港で飛行機内に拳銃を持ち込もうとしたとして逮捕された。その後釈放され、5月14日に出廷を命じられている。
2013年5月4日、MGMグランド・ガーデン・アリーナで行われた王座統一戦で、正規王者でWBA世界スーパーウェルター級スーパー王者フロイド・メイウェザー・ジュニアと対戦し、12回0-3（3者とも111-117）の判定負けで王座統一に失敗し暫定王座から陥落した。
2013年5月14日、3月26日に拳銃所持で逮捕された事件の裁判で告訴を却下する判決を受け、地元カリフォルニア州で50時間の地域奉仕活動を命じられた。
2014年1月、契約の解除を求めてゴールデンボーイプロモーションズを訴えた。
2014年6月21日、プロモーターを訴えたことでブランクをつくり、約1年ぶりの試合をスタブハブ・センター・テニスコートで亀海喜寛と対戦し、12回3-0（116-112、2者が117-111）の判定勝ちを収め再起に成功した。
2015年1月9日、ゴールデンボーイプロモーションズからプロモート権を放棄され、同プロモーションから離脱した。
2015年3月7日、MGMグランド・ガーデン・アリーナでWBA世界ウェルター級王者キース・サーマンと対戦するが、12回0-3（107-120、108-118、109-118）の判定負けを喫し王座獲得に失敗した。試合はNBCのプレミア・ボクシング・チャンピオンズで放送され340万人が視聴した。
2015年6月6日、カリフォルニア州カーソンのスタブハブ・センター・テニスコートでアーロン・マルチネスとウェルター級10回戦を行い、4回にダウンを奪われるなど思わぬ苦戦を強いられるも10回2-1（95-94、97-92、94-95）の判定勝ちを収めた。
2016年1月12日、WBCがダニー・ガルシア対ロバート・ゲレーロの勝者はWBC世界ウェルター級1位のアミール・カーンと指名戦で対戦するよう指令を出した。
2016年1月23日、ステイプルズ・センターでフロイド・メイウェザー・ジュニアの引退に伴い(同時に名誉王座に認定)空位となったWBC世界ウェルター級王座決定戦で元WBAスーパー・WBC世界スーパーライト級王者でWBC世界ウェルター級2位のダニー・ガルシアと対戦し、12回0-3（3者とも112-116）の判定負けを喫し4年ぶりの王座返り咲きに失敗した。
2016年8月27日、ホンダ・センターでデビット・エマヌエル・ペラルタと対戦。試合前の懸率は70-1と圧倒的にゲレーロが有利だったが12回1-2（113-115、112-116、115-113）の判定負けを喫し再起に失敗した。
2017年7月15日、ナッソー・ベテランズ・メモリアル・コロシアムで元WBC世界ライト級王者のオマール・フィゲロアとウェルター級10回戦を行い、3回1分34秒TKO負けを喫した。
上記から2日後の2017年7月17日、現役引退を表明しプレミア・ボクシング・チャンピオンズの解説者となった。
2018年12月1日、引退を撤回してアダム・メイトに2回TKO勝ちを収めた。
2021年8月21日、約2年ぶりの試合でビクター・オルティスと対戦し、10回判定勝ち。
2023年12月17日、ミネソタ州ミネアポリスのミネアポリス・アーモリーで行われたチャンピオンシップ・ボクシング最終回興行のデビッド・モレル 対 セナ・アグベコ戦の前座で元WBC・IBF世界ウェルター級王者で元WBA世界ウェルター級暫定王者のアンドレ・ベルトと再戦し、10回3-0（99-91、98-92×2）の判定勝ちを収めた。

## 戦績
- プロボクシング：47戦 38勝 (20KO) 6敗 1分 2無効試合

| 戦           | 日付           | 勝敗 | 時間     | 内容     | 対戦相手                       | 国籍             | 備考                                                           |
| ------------ | -------------- | ---- | -------- | -------- | ------------------------------ | ---------------- | -------------------------------------------------------------- |
| 1            | 2001年4月22日  | ☆    | 4R       | 判定3-0  | アレハンドロ・クルス           | メキシコ         | プロデビュー戦                                                 |
| 2            | 2001年9月29日  | ☆    | 3R 1:20  | TKO      | ハビエル・ゴンザレス           | アメリカ合衆国   |                                                                |
| 3            | 2001年11月2日  | ☆    | 4R       | 判定3-0  | オスカー・ロサレス             | アメリカ合衆国   |                                                                |
| 4            | 2002年1月25日  | ☆    | 4R       | 判定3-0  | アーサー・トレビノ             | アメリカ合衆国   |                                                                |
| 5            | 2002年2月8日   | ☆    | 4R       | 判定3-0  | ホアキン・カンデラリオ         | メキシコ         |                                                                |
| 6            | 2002年3月10日  | ☆    | 4R       | 判定3-0  | ロバート・エンリケス           | アメリカ合衆国   |                                                                |
| 7            | 2002年4月14日  | ☆    | 6R       | 判定3-0  | マルコス・バディーヨ           | メキシコ         |                                                                |
| 8            | 2002年7月3日   | ☆    | 6R       | 判定3-0  | フレディー・カストロ           | メキシコ         |                                                                |
| 9            | 2002年12月20日 | ☆    | 2R 2:38  | TKO      | ホセ・アルフォンソ・ロドリゲス | ニカラグア       |                                                                |
| 10           | 2003年5月4日   | ☆    | 1R 1:02  | TKO      | デビッド・バスケス             | アメリカ合衆国   |                                                                |
| 11           | 2003年6月8日   | ☆    | 1R 2:30  | TKO      | ホセ・ルイス・ツラ             | メキシコ         |                                                                |
| 12           | 2004年3月14日  | △    | 1R 1:17  | 負傷引分 | ジュリアン・ロドリゲス         | メキシコ         |                                                                |
| 13           | 2004年4月24日  | ☆    | 2R 2:48  | TKO      | ファン・ポロ・ペレス           | コロンビア       |                                                                |
| 14           | 2004年6月3日   | ☆    | 8R 終了  | TKO      | エンリケ・サンチェス           | メキシコ         |                                                                |
| 15           | 2004年12月9日  | ☆    | 4R 0:59  | KO       | セサール・フィゲロア           | メキシコ         | NABF北米フェザー級タイトルマッチ                               |
| 16           | 2005年4月1日   | ☆    | 12R 1:55 | TKO      | エイドリアン・バルデス         | メキシコ         | NABF防衛1                                                      |
| 17           | 2005年9月16日  | ☆    | 1R 2:05  | KO       | サミエル・ベンツーラ           | メキシコ         | NABF防衛2                                                      |
| 18           | 2005年12月2日  | ★    | 12R      | 判定1-2  | ガマリエル・ディアス           | メキシコ         | NABF陥落                                                       |
| 19           | 2006年5月18日  | ☆    | 3R 0:54  | TKO      | サンドロ・マルコス             | メキシコ         |                                                                |
| 20           | 2006年6月23日  | ☆    | 6R 2:33  | KO       | ガマリエル・ディアス           | メキシコ         | WBC世界フェザー級挑戦者決定戦 NABF北米フェザー級タイトルマッチ |
| 21           | 2006年9月2日   | ☆    | 8R 終了  | TKO      | エリック・エイケン             | アメリカ合衆国   | IBF世界フェザー級タイトルマッチ                                |
| 22           | 2006年11月4日  | －   | 12R      | NC       | オルランド・サリド             | メキシコ         |                                                                |
| 23           | 2007年2月23日  | ☆    | 8R 終了  | TKO      | スペンド・アバジ               | デンマーク       | IBF世界フェザー級王座決定戦                                    |
| 24           | 2007年11月3日  | ☆    | 1R 0:56  | TKO      | マーティン・ホノリオ           | メキシコ         | IBF防衛1                                                       |
| 25           | 2008年2月29日  | ☆    | 8R 2:25  | KO       | ジェイソン・リーツォー         | アメリカ合衆国   | IBF防衛2                                                       |
| 26           | 2009年1月24日  | ☆    | 1R 0:43  | TKO      | エデル・ルイス                 | メキシコ         |                                                                |
| 27           | 2009年3月7日   | －   | 2R 1:47  | NC       | ダウド・ヨルダン               | インドネシア     |                                                                |
| 28           | 2009年6月12日  | ☆    | 8R 終了  | TKO      | エフレン・イノホサ             | メキシコ         |                                                                |
| 29           | 2009年8月22日  | ☆    | 12R      | 判定3-0  | マルコム・クラッセン           | 南アフリカ共和国 | IBF世界スーパーフェザー級タイトルマッチ                        |
| 30           | 2010年4月30日  | ☆    | 8R 0:29  | TKO      | ロベルト・デビッド・アリエタ   | アルゼンチン     |                                                                |
| テンプレート |                |      |          |          |                                |                  |                                                                |

## 獲得タイトル
- NABF北米フェザー級王座
- IBF世界フェザー級王座（防衛0）
- IBF世界フェザー級王座（防衛2=返上）
- IBF世界スーパーフェザー級王座（防衛0=返上）
- WBA世界ライト級暫定王座（防衛0=返上）
- WBO世界ライト級暫定王座（防衛0=返上）
- WBC世界ウェルター級暫定王座（防衛1）